# 黃諫
黃諫（1412年—1471年），字廷臣，號蘭坡，陝西臨洮府蘭縣人，明朝政治人物。

## 生平
黄谏祖籍高邮，其家于明初迁居兰州。黄谏博学多才艺，善于各体书法，尤其长于八分书。正统七年（1442年），中式壬戌科一甲第三名進士，授翰林院编修，历任经筵讲官、侍讲、春坊庶子。天顺初年，改尚宝司卿，仍兼任侍讲。奉旨出使安南，不辱使命。黄谏好风雅，喜好品评泉水。石亨倒台之后，黄谏受到牵连，左迁广州通判。后被召还，途中卒於梅岭驿。

## 著作
黄谏著有《书经集解》、《从古正文》、《月令通纂》、《兰坡集》、《使南录》等。

## 家族
曾祖黃仕源，元財賦司提舉；祖黃文質；父黃志道；嫡母朱氏；生母王氏。具慶下，妻賈氏，兄誠，弟謐；諤。